# Skyllbergsdammen
Skyllbergsdammen är en sjö i Askersunds kommun i Närke och ingår i Motala ströms huvudavrinningsområde. Sjöns area är 0,063 kvadratkilometer och den befinner sig 105 meter över havet.